# Jean-Daniel Fekete
 (janvier 2012).
Jean-Daniel Fekete est un chercheur en informatique français dans les domaines de la visualisation d'information et de l'interaction homme-machine. Il est directeur de recherche (DR2) à l'INRIA au sein de l'équipe AVIZ (« Analysis and Visualization ») qu'il a créée en 2007 et dont il est le directeur.
Il est diplômé de l'université Paris-Sud (1985) où il effectue son doctorat (obtenu en 1996) sous la direction de Michel Beaudouin-Lafon au sein du LRI (laboratoire de recherche en informatique). Il a obtenu son habilitation à diriger des recherches en mai 2005, intitulée Nouvelle génération d'Interfaces Homme-Machine pour mieux agir et mieux comprendre à l'université Paris-Sud. Le jury était composé de Joëlle Coutaz (professeur de l'université Grenoble-II), Saul Greenberg (professeur de l'Université de Calgary, Canada), Ben Shneiderman (professeur de l'université du Maryland, États-Unis), Michel Beaudouin-Lafon (professeur de l'université Paris-Sud 11), Jean-Gabriel Ganascia (professeur de l'université Paris-VI), Guy Mélançon (professeur de l'université Montpellier-III) et Claude Puech (professeur de l'université Grenoble-II).
Il a développé l'Infovis Toolkit, un toolkit écrit en Java permettant de faciliter le développement d'applications et de composants en visualisation d'information.
D'août 2001 à août 2002 il est chercheur invité au sein du University of Maryland Human–Computer Interaction Lab (en) (HCIL) à l'université du Maryland, à College Park, université où il a déjà effectué un séjour de juillet à août 1998 pour y développer la technique des « Excentric Labeling » permettant d'afficher une forte densité de labels en visualisation d'information et en cartographie.
Jean-Daniel Fekete est le président de l'AFIHM : l'association francophone pour l'interaction Homme-Machine, qu'il préside de 2009 à 2013. 